# Сеносъбирач от Гансу
Сеносъбирач от Гансу още сив сеносъбирач (Ochotona cansus) е вид бозайник от семейство Пики (Ochotonidae).

## Разпространение
Видът е разпространен в Китай (Гансу, Съчуан, Тибет, Цинхай, Шанси и Шънси).